# Secret Invasion (miniserie televisiva)
Secret Invasion è una miniserie televisiva statunitense ideata da Kyle Bradstreet, per il servizio di streaming Disney+, basata sulla trama omonima della Marvel Comics del 2008.
La miniserie televisiva ha come protagonista Samuel L. Jackson, ed è la prima della cosiddetta Fase Cinque del Marvel Cinematic Universe (MCU).

## Trama
Un gruppo di Skrull ribelli vuole conquistare il pianeta Terra. La loro abilità è quella di assumere completamente le sembianze di un umano, prendendone così il posto. Gli Skrull  sono infiltrati da anni nella società a qualsiasi livello ed è impossibile stabilire chi è un umano e chi un falso.
Nick Fury, assieme all'agente Hill e all'amico Skrull Talos, deve cercare di fermare l'invasione prima che sia troppo tardi e che questa porti ad un conflitto mondiale tra superpotenze. Il compito però è arduo persino per lui, dato che non sa di chi possa fidarsi.

## Puntate
| nº | Titolo originale | Titolo italiano | Pubblicazione  |
| -- | ---------------- | --------------- | -------------- |
| 1  | Resurrection     | Resurrezione    | 21 giugno 2023 |
| 2  | Promises         | Promesse        | 28 giugno 2023 |
| 3  | Betrayed         | Tradito         | 5 luglio 2023  |
| 4  | Beloved          | Amato           | 12 luglio 2023 |
| 5  | Harvest          | Raccolto        | 19 luglio 2023 |
| 6  | Home             | Casa            | 26 luglio 2023 |

### Resurrezione
- Titolo originale: Resurrection
- Diretta da: Ali Selim
- Scritta da: Kyle Bradstreet e Brian Tucker

Trama
Mosca: Everett Ross si incontra con un agente della CIA, il quale condivide la sua convinzione che gli Skrull stiano gestendo una serie di attacchi terroristici con l'obiettivo di conquistare la Terra, a causa della mancata promessa di Nick Fury e di Captain Marvel di trovare loro un nuovo pianeta da abitare, risalente a trent'anni prima; tra i due scoppia una colluttazione e Ross uccide l'agente, poi scappa inseguito da Talos finché non cade da un edificio e muore, rivelando di essere uno Skrull sotto mentite spoglie. Assistendo all'accaduto, Maria Hill contatta Fury, il quale torna sulla Terra dopo tre anni passati nello spazio (come anticipato in Spider-Man: Far from Home) e si ricongiunge con Maria e Talos. Quest'ultimo rivela di essere stato esiliato dal Consiglio degli Skrull e che uno dei loro ex alleati, Gravik, ha assunto una posizione di leadership verso un ampio gruppo di Skrull per guidare degli attacchi terroristici in Russia sotto le mentite spoglie di terroristi americani, con l'intento di scatenare una guerra tra i Paesi. Fury si incontra con una sua vecchia conoscenza, l'agente dell'MI6 Sonya Falsworth, che rifiuta l'offerta di fare squadra per contrastare il piano di Gravik. Usando un dispositivo di registrazione per origliare una conversazione tra Falsworth e il Primo Ministro britannico, Fury e Talos rintracciano un celebre gallerista che in realtà è uno Skrull, ma sono costretti a ucciderlo in quanto reagisce violentemente. Talos scopre che sua figlia G'iah è diventata una ribelle e ha acquistato dal gallerista le bombe per gli attacchi; la Skrull rifiuta di consegnare le bombe, nonostante apprenda con sconcerto da Talos che Soren, sua madre, è stata uccisa da Gravik. Successivamente, G'iah si incontra segretamente con Talos per informarlo che i ribelli vogliono colpire a piazza Vossoyedineniye durante la Giornata dell'Unità; il giorno seguente, Fury, Hill e Talos arrivano in piazza per recuperare le bombe, contrassegnate da G'iah, ma scoprono che le borse segnate sono soltanto delle esche. Gravik fa esplodere le bombe e, nel caos che ne consegue, si trasforma in Fury e spara a Hill. Il vero Fury la raggiunge ma può solo constatare le sue condizioni critiche, dopodiché lui e Talos sono costretti a scappare, lasciando morire Hill.

### Promesse
- Titolo originale: Promises
- Diretta da: Ali Selim
- Scritta da: Brian Tucker (soggetto e sceneggiatura) e Brant Englestein (soggetto);

Trama
Nel 1997, Fury tiene un incontro con un piccolo gruppo di immigrati Skrull, tra cui i giovanissimi G'iah e Gravik (quest'ultimo rimasto orfano a causa della guerra); promette loro di aiutarli a trovare un nuovo pianeta da abitare, chiedendo in cambio che loro contribuiscano ad agire sotto copertura per mantenere sicura la Terra. 
Nel presente, dopo essere fuggiti dal luogo dall'attentato, Talos confessa a Fury di aver invitato sulla Terra anche i rimanenti profughi Skrull a sua insaputa, quindi ci sono all'incirca un milione di Skrull che abitano sul pianeta; in seguito a una lite per ciò, i due si separano e Fury incontra la madre di Hill, Elizabeth, per spiegarle le circostanze della morte della figlia. Gravik incontra i membri del Consiglio Skrull, che ricoprono importanti cariche statali camuffati da umani. Loro esprimono disapprovazione per le stragi che sta compiendo, ma Gravik ricorda loro il fallimento di Fury nel mantenere la sua promessa e si nomina nuovo generale degli Skrull, ottenendo il sostegno della maggioranza anche attraverso minacce. L'unica a rifiutarsi di sottostare, Shirley Sagar, contatta Talos per spiegargli la situazione e Talos le chiede di organizzare un incontro tra lui e Gravik. A Londra, Fury si incontra con il colonnello James Rhodes, a cui racconta del pericolo degli Skrull. Rhodey rivela di esserne già a conoscenza e lo licenzia, accusandolo di aver incrementato la tensione tra Stati Uniti e i governi internazionali con la sua presenza sul luogo dell'attentato a Mosca. Falsworth arriva in una macelleria per interrogare Brogan, uno degli Skrull che ha partecipato all'attentato, e viene a sapere che Gravik sta costruendo una macchina volta a rafforzare gli Skrull con l'assistenza di una coppia di scienziati di nome Dalton. G'iah scopre di nascosto che gli Skrull stanno compiendo esperimenti su vari campioni alieni e inizia a dubitare di Gravik, soprattutto dopo che quest'ultimo fa giustiziare Brogan dopo averlo salvato, in quanto sospetta che abbia parlato. Fury torna a casa e viene accolto da sua moglie Priscilla, che è segretamente una Skrull.

### Tradito
- Titolo originale: Betrayed
- Diretta da: Ali Selim
- Scritta da: Roxanne Paredes e Brian Tucker

Trama
Nel 1998, Fury incontra la skrull Varra, che in futuro assumerà l'identità di Priscilla e lo sposerà. Gravik rivela al Consiglio Skrull che intende usare del DNA potenziato per creare un Super-Skrull con abilità speciali. Spiega di aver inviato dei ribelli per infiltrarsi nella Royal Navy e scatenare una guerra, lanciando missili contro un aereo delle Nazioni Unite. Gravik incontra Talos per una negoziazione, ma minaccia di uccidere G'iah. Talos lo ferisce prima di andarsene. G'iah invia segretamente al padre informazioni sull'imminente attacco, e Fury chiede aiuto a Talos per fermare Gravik. I due contattano Falsworth per rintracciare il commodoro Robert Fairbanks, l'ufficiale in carica del comando navale. Lo interrogano e scoprono che è uno Skrull, ma Fairbanks provoca Talos spingendolo ad ucciderlo. Talos chiama G'iah per ottenere il codice di Fairbanks per fermare il lancio del missile, ma ciò fa saltare la sua copertura. Mentre cerca di scappare, G'iah viene intercettata da Gravik, che già sospettava di lei, e le spara. Nel frattempo, Priscilla contatta segretamente una persona sconosciuta, chiedendo di parlare con Gravik.

### Amato
- Titolo originale: Beloved
- Diretta da: Ali Selim
- Scritta da: Brian Tucker

Trama
Si scopre che G'iah si era in precedenza sottoposta alla macchina di Gravik per potenziarsi con la formula Extremis. Pertanto, guarisce dalla ferita di proiettile. Parla con Talos, il quale le spiega di voler chiedere al presidente degli Stati Uniti ufficiale asilo sulla Terra da parte degli Skrull come segno di gratitudine per quando riusciranno a fermare Gravik, ma G'iah non è convinta. Priscilla parla con Rhodey, che in realtà è uno Skrull, il quale le ordina di uccidere Fury. Quest'ultimo ascolta di nascosto la conversazione e affronta Priscilla, ma nessuno dei due vuole uccidere l'altro, e si separano. Fury riesce a somministrare al falso Rhodey un localizzatore liquido, così da seguirlo con Talos mentre si incontra con il presidente Ritson. Gravik e i suoi uomini attaccano il presidente sotto le spoglie di terroristi russi, e Fury e Talos si occupano di portarlo in salvo insieme alla British Army. Quando sembra che lo scontro stia volgendo a favore degli umani, Gravik pugnala Talos a morte, per poi fuggire.

### Raccolto
- Titolo originale: Harvest
- Diretta da: Ali Selim
- Scritta da: Michael Bhim e Brian Tucker

Trama
Dopo il fallito attacco a Ritson, Pagon, il braccio destro di Gravik, lo critica per non aver ucciso Fury, pur avendone la possibilità, accusandolo di ingannare gli altri Skrull. Gravik lo uccide come punizione. Fury affronta Rhodey nell'ospedale in cui è ricoverato il presidente e Rhodey rivela di aver fatto pubblicare il filmato della Russia, in cui Gravik, camuffato da Fury, uccide Maria Hill. Pertanto, ora Fury è un ricercato globale. Nella base degli Skrull, un gruppo di loro cerca di uccidere Gravik durante un ammutinamento, ma lui riesce a sopraffarli e a ucciderli. G'iah si incontra con Fury, rivelando che Gravik sta cercando qualcosa chiamato "raccolto". Falsworth rintraccia i dottori Dalton, degli Skrull travestiti, per interrogarli sulla macchina del DNA; uccide l'uomo, ma mantiene in vita la donna. Rhodey mostra a Ritson le foto della base degli Skrull e suggerisce che la Russia sostenga l'invasione, implicando un attacco complesso che scatenerebbe la terza guerra mondiale per prevenire la catastrofica invasione. Gravik contatta Fury, dicendogli che annullerà l'attacco, che causerebbe la morte di Skrull innocenti, se Fury gli porterà di persona il raccolto. G'iah e Priscilla tengono un funerale per Talos e si difendono da un attacco di Skrull inviati da Gravik e Rhodey per uccidere Priscilla. Fury va in Finlandia con Falsworth per recuperare il raccolto da una tomba contrassegnata con il suo nome, spiegandole che si tratta di un insieme di DNA degli Avengers più potenti, riuniti per la battaglia della Terra, e si prepara ad affrontare Gravik.

### Casa
- Titolo originale: Home
- Diretta da: Ali Selim
- Scritta da: Kyle Bradstreet e Brian Tucker

Trama
Fury si dirige alla base abbandonata degli Skrull per consegnare il raccolto, chiedendo in cambio di risparmiare la Terra. Gravik rifiuta e usa il DNA superumano per potenziarsi, ma scopre che Fury, in realtà, è G'iah, diventata a sua volta una Super-Skrull, e lo affronta in uno scontro. Alla fine, riesce ad ucciderlo.
Nel frattempo, il falso Rhodey convince il presidente Ritson ad autorizzare un attacco nucleare contro la Russia. Tuttavia, Falsworth e il vero Fury intervengono per smascherare l'inganno e uccidere il falso Rhodey. L'attacco viene annullato e G'iah libera gli umani imprigionati, di cui gli Skrull avevano rubato le identità, inclusi i veri Ross e Rhodes.
Ritson emette un nuovo disegno di legge che dichiara fuorilegge tutte le specie esterne alla Terra, provocando una psicosi globale che spinge numerose persone a uccidere in una folle caccia agli Skrull.
Falsworth incontra G'iah e la convince a collaborare per proteggere gli Skrull sulla Terra, così da mantenere una pace tra le due specie. Fury si prepara a tornare nello spazio sulla base spaziale S.A.B.E.R. per negoziare un accordo con i Kree, e Priscilla accetta di venire con lui.

## Personaggi e interpreti

### Principali
- Nick Fury, interpretato da Samuel L. Jackson, doppiato da Paolo Buglioni.
Ex direttore dello S.H.I.E.L.D., che ha lavorato con gli Skrull per un po' di tempo nello spazio profondo per poi tornare sulla Terra. Jackson riprende il ruolo dai precedenti film del MCU.
- Talos, interpretato da Ben Mendelsohn, doppiato da Stefano Benassi.
Capo degli Skrull e alleato di Fury. Mendelsohn riprende il ruolo da Captain Marvel (2019).
- Gravik, interpretato da Kingsley Ben-Adir, doppiato da Diego Gallo.
Uno skrull.[2]
- Pagon, interpretato da Killian Scott, doppiato da Raffaele Carpentieri.
Uno skrull.[3]
- Beto, interpretato da Samuel Adewunmi.
- Ritson, interpretato da Dermot Mulroney, doppiato da Gianluca Tusco.
- Prescod, interpretato da Richard Dormer, doppiato da Stefano Alessandroni.
- G'iah, interpretata da Emilia Clarke, doppiata da Benedetta Degli Innocenti.
Figlia di Talos. Clarke ha descritto G'iah come avente "una sorta di sentimento punk" per lei, aggiungendo che essere "una ragazza rifugiata" l'ha "indurita". Inoltre, ha un risentimento verso Fury poiché non è stato in grado di mantenere la promessa che ha fatto, ovvero trovare una nuova casa agli Skrull. G'iah è stata precedentemente ritratta come una bambina nel film Captain Marvel (2019) da Auden L. Ophuls e Harriet L. Ophuls.[4]
- Sonya Falsworth, interpretata da Olivia Colman, doppiata da Francesca Fiorentini.
Vecchia amica di Nick Fury.[5]
- James "Rhodey" Rhodes, interpretato da Don Cheadle, doppiato da Fabrizio Vidale.
Un ufficiale dell'Air Force nonché alter ego di War Machine. Cheadle riprende il ruolo dai precedenti film del MCU.[6]
- Varra / Priscilla Fury, interpretata da Charlayne Woodard, doppiata da Paola Majano.
Moglie di Nick Fury. È una skrull.
- Chris Stearns, interpretato da Christopher McDonald.
- Rosa Dalton, interpretata da Katie Finneran.

### Ricorrenti
- Maria Hill, interpretata da Cobie Smulders, doppiata da Federica De Bortoli.
Ex agente di alto rango dello S.H.I.E.L.D. che ha uno stretto contatto con Fury. La Smulders riprende il ruolo dai precedenti film del MCU.[7]
- Everett Ross, interpretato da Martin Freeman, doppiato da Roberto Certomà.
Un ex agente della CIA. Freeman riprende il ruolo da Captain America: Civil War (2016), da Black Panther (2018) e dal seguito Black Panther: Wakanda Forever (2022).[8]

Fa parte del cast anche Carmen Ejogo in un ruolo non ancora confermato.

## Produzione

### Sviluppo
La miniserie è stata annunciata nel dicembre 2020 durante l'Investor Day della Disney. Nel maggio 2021 sono stati annunciati i registi della serie, Thomas Bezucha e Ali Selim, e Kyle Bradstreet come showrunner.

### Casting
Quando la serie è stata ufficialmente annunciata a dicembre, Feige ha confermato il casting di Jackson e ha annunciato che Mendelsohn sarebbe stato co-protagonista. Nel marzo 2021 Kingsley Ben-Adir è stato scelto per il ruolo dello Skrull Gravik, il ruolo del "cattivo protagonista", e il mese successivo, Olivia Colman è stata scelta per il ruolo di Sonya Falsworth, insieme a Emilia Clarke nei panni di G'iah, e Killian Scott in un ruolo sconosciuto. Nel maggio 2021, Christopher McDonald si è unito al cast come un personaggio creato apposta per la serie. Carmen Ejogo si è unita al cast a novembre 2021, e il mese successivo, Smulders è stata riannunciata come Maria Hill. Nel febbraio 2022, le foto dal set hanno rivelato che Don Cheadle sarebbe apparso nel ruolo di James "Rhodey" Rhodes, insieme a Dermot Mulroney nel ruolo del presidente degli Stati Uniti Ritson. Il mese successivo, Jackson ha confermato che Martin Freeman e Cheadle sarebbero apparsi nella serie, con Freeman che riprendeva il suo ruolo nell'MCU come Everett Ross. Nel marzo 2023 Charlayne Woodard ha annunciato sul suo sito che avrebbe interpretato il ruolo di Priscilla, la moglie di Nick Fury, nella serie.

### Riprese
Le riprese sono iniziate il 1º settembre 2021 a Londra, e sono terminate il 25 aprile 2022 a Liverpool.

## Promozione
Il primo trailer è stato diffuso online il 10 settembre 2022 in occasione del D23 expo 2022.
Il secondo trailer è stato pubblicato il 3 aprile 2023 ora italiana durante il Sunday Night Baseball.
Il 14 giugno 2023, sulla piattaforma Disney+, sono stati pubblicati cinque episodi di Marvel Studios: Legends, dedicati rispettivamente a Nick Fury, Maria Hill, Talos e gli Skrull, Everett Ross e James Rhodes.

## Distribuzione
La miniserie è stata pubblicata settimanalmente su Disney+ dal 21 giugno 2023 al 26 luglio 2023.

### Edizione italiana
La direzione del doppiaggio è di Daniele Giuliani e i dialoghi italiani sono curati da Carlotta Cosolo per conto della Iyuno - SDI Group che si è occupata anche della sonorizzazione.

## Accoglienza

### Critica
La serie ha ricevuto recensioni miste dalla critica. Sull'aggregatore di recensioni Rotten Tomatoes ottiene il 56% delle recensioni professionali positive,
con un voto medio di 6,2 su 10 basato su 187 critiche, mentre su Metacritic ha un punteggio di 63 su 100 basato su 24 recensioni.